# Abigail Sciuto
Pour un article plus général, voir Personnages de NCIS : Enquêtes spéciales.
Abigail Sciuto, plus souvent appelée Abby et interprétée par Pauley Perrette, est un personnage fictif de la série télévisée NCIS : Enquêtes spéciales. 
Cependant, sa première apparition sur les écrans a lieu dans la série JAG, dans les épisodes Ice Queen et Meltdown.

## Biographie
Abby a des parents sourds. On apprend dans la saison 9 qu'elle a été adoptée et qu'elle ne connaît pas ses parents biologiques. Abby a un frère biologique, nommé Kyle Davis ainsi qu'une mère. Elle passe une enfance très libérale et son intelligence hors du commun lui assure un parcours scolaire réussi. Après des études scientifiques pluridisciplinaires qui lui permettent d'acquérir le rang de scientifique d'élite, elle rejoint le NCIS et s'occupe du « labo » où elle fait parler tous les indices ramenés par Gibbs, DiNozzo, Ziva David, Caitlin Todd, McGee et Eleanor Bishop. Elle est catholique et va à la messe tous les dimanches.
Son prénom complet est Abigail, mais elle ne supporte pas qu'on l'appelle ainsi, seul Ducky y est autorisé. Abby est une gothique au caractère enthousiaste (très loin de l'archétype traditionnellement véhiculé dans certains pays). 
Son intervention est très utile dans le déroulement des enquêtes : elle établit de nombreuses preuves et décèle souvent les fausses pistes. Elle travaille beaucoup avec le Dr Mallard, dit Ducky, ceci étant en partie dû au fait que leurs tâches soient complémentaires.
Elle est forte consommatrice de Caf Pow, un soda fictif très caféiné comparable au Monster Energy. Dans son laboratoire sont entendues des musiques « gothiques » (voire hard rock) de groupes tels qu'Android Lust ou Collide, son groupe préféré étant Alternativ Death.
Elle dit souvent qu'elle pourrait tuer n'importe qui sans laisser de trace quelconque, donc aucune preuve.

## Relations avec ses collègues
Elle entretient une relation particulière avec Gibbs, qui ne la brusque que rarement, et l'embrasse systématiquement sur la joue quand elle a fait une découverte, pour la remercier de son travail. Il est pour elle une figure paternelle, un protecteur : il l'estime beaucoup plus pour ses qualités humaines que pour celles « techniques ». Par ailleurs, Gibbs, Ducky et Kate sont les seuls à connaître la nécrophobie d'Abby, laquelle entraîne chez elle une forte réticence à descendre à la morgue. Elle demande ainsi à Kate, dans l'épisode 16 de la première saison, d'amener des preuves à Ducky à sa place. 
Ayant appris la langue des signes parce que ses parents étaient sourds, Gibbs et elle s'amusent à parler silencieusement à de nombreuses reprises.
Elle entretient également une relation très privilégiée avec McGee, qui, comme elle, dispose de connaissances scientifiques étendues, notamment en informatique. Il y a eu entre eux une liaison amoureuse : McGee apprend que la boîte dans laquelle elle l'a fait dormir est en fait un cercueil, dont elle se sert comme lit, et elle répond qu'il n'a pas fait qu'y dormir… Voici un dialogue tiré de l'épisode 21 de la saison 3: Abby est poursuivie par deux psychopathes (un qui veut la tuer l'autre, un ancien petit ami, la protéger) et dort chez McGee, sur ordre de Gibbs :
McGee : Je prends le sac de couchage.
Abby : On est des adultes McGee, on peut dormir dans le même lit.
McGee : D'accord, mais tu ne balades pas tes mains partout.
Abby : La dernière fois c'est toi qui as eu les mains baladeuses, je te rappelle... (dit elle avec un grand sourire...)
Elle est très amie avec l'agent spécial Kate Todd, qui meurt à la fin de la seconde saison, dans l'épisode In Extremis. Abby passe une musique sombre à l'enterrement de Kate, puis du jazz après, comme il est de coutume à La Nouvelle-Orléans d'où elle est originaire.
Elle a une vive complicité avec l'agent Ziva David, qui devient une de ses meilleures amies après une période d'inimitié initiale.

## Départ du NCIS
Lors de l'épisode 22 de la saison 15, intitulé Ce n'est qu'un au revoir, deux des membres de l'équipe du NCIS dont Abby sont agressés en pleine rue par un assaillant inconnu. Abby est amenée à l'hôpital d'urgence et elle survit à son agression mais reste inconsciente, l'équipe doit alors redoubler d'efforts pour réviser d'anciens dossiers afin de trouver qui pourrait leur en vouloir, au point de vouloir se venger. Lorsque Abby revient à elle, elle repense à Clayton Reeves, un membre de l'équipe décédé dans l'épisode précédent. Elle décide alors d'honorer celui-ci puisqu'il lui a sauvé la vie durant cet épisode. Sentant qu'elle a une dette envers Reeves, Abby veut alors réaliser le rêve de ce dernier, fonder une fondation caritative en l'honneur de sa mère. Elle quitte alors le NCIS et est remplacée par une nouvelle experte scientifique, Kasie Hines.